# Myziane Maolida
Myziane Maolida, né le 14 février 1999 est un footballeur international comorien qui évolue en actuellement au poste d'attaquant à l'Al-Kholoud Club.

## Carrière

### En club

#### Parcours junior (2007-2016)
Myziane Maolida commence le football à l'âge de 8 ans au club de l'AC Boulogne-Billancourt après être passé brièvement au club d'Antony Sports. Repéré par l'Olympique lyonnais, il intègre à l'âge de 15 ans le centre de formation de l'équipe lyonnaise.
Passé par les moins de 17 ans, il évoluera rapidement avec l'équipe des moins de 19 ans, où il sera finaliste du championnat de France U19, puis avec l'équipe réserve de l'Olympique lyonnais. Avec cette dernière il jouera six matchs de l'UEFA Youth League, où il inscrira deux buts et délivrera une passe décisive.

#### Parcours professionnel (depuis 2016)
Le 25 mai 2016, il signe son premier contrat professionnel avec l'Olympique lyonnais. Le club de Jean-Michel Aulas l'engage pour une durée de trois ans à partir du 1er juillet 2016.
Le 26 juillet 2017, il prolonge son contrat de cinq ans et s'engage avec l'Olympique lyonnais jusqu'au 30 juin 2022.
Il joue son premier match de Ligue 1 le 5 août 2017 lors d'une victoire quatre buts à zéro à domicile face à Strasbourg en Ligue 1. Il entre à la 76e minute de jeu à la place de Mariano. Il fait rapidement de grosses différences grâce à sa technique au dessus de la moyenne et inscrit son premier but le 23 novembre 2017 lors d'une victoire quatre buts à zéro face à l'Apollon Limassol en Ligue Europa. Trois jours plus tard, il marque son premier but en Ligue 1 lors d'une victoire cinq buts à zéro à l'extérieur face à l'OGC Nice. Le 13 décembre 2017, il marque en Coupe de la Ligue face à Montpellier malgré une défaite quatre buts à un. Il est transféré à l'été 2018 à l'OGC Nice.
À Nice, Maolida poursuit son développement de jeune joueur. Après une première saison marquée par une période d'indisponibilité, il marque son premier but en championnat fin 2019 sous les couleurs azuréennes. Il démarre sa saison 2020-2021 par des buts marqués face à St Etienne et  Nantes, en titulaire comme en sortie de banc, avec le soutien confirmé de son entraineur Patrick Vieira.
Maolida signe en fin de mercato d'été pour le Hertha BSC, encouragé notamment par Mattéo Guendouzi qui venait de se relancer dans le club allemand pendant la saison 2020-2021. Il entame la saison 2021-2022 de la meilleure des manières, en marquant à Bochum le 3e but de son équipe confortant sa victoire pour son premier match de Bundesliga.
Le 31 janvier 2023, il est prêté jusqu'à la fin de la saison au Stade de Reims, il marque son premier but le 12 février 2023 face à Troyes où son équipe s'impose quatre buts à zéro dans le derby régional.

### En sélection nationale
Le 31 mars 2015, Myziane est appelé pour la première fois par le sélectionneur Laurent Guyot avec l'équipe de France des -16 ans pour un match amical face au Maroc. Pour son premier match il inscrit un doublé en 50 minutes de jeu environ.
Il participe à l’Euro -19 ans en 2018 avec l'équipe de France des moins de 19 ans. Les Bleuets parviennent à aller jusqu’en demi-finale, s'inclinant face à l’Italie.
D'origine comorienne, il est également suivi par les différents sélectionneurs de l'équipe des Comores depuis 2017,.
En novembre 2023, il est convoqué pour la première fois dans le groupe des Comores pour deux matches de qualification pour la Coupe du monde 2026.
Le 15 novembre 2024, lors des qualifications pour la CAN 2025, il marque un but décisif en fin de match face à la Gambie, offrant ainsi aux Comores une victoire 2-1 et leur qualification pour le tournoi.

## Palmarès

### En club
Olympique lyonnais
- Championnat de France U19
  - Vice-champion : 2015-2016

## Statistiques détaillées

### Parcours professionnel
| Saison                | Club                  | Championnat           | Championnat | Championnat | Championnat | Coupe nationale | Coupe nationale | Coupe nationale | Coupe de la Ligue | Coupe de la Ligue | Coupe de la Ligue | Compétition(s) continentale(s) | Compétition(s) continentale(s) | Compétition(s) continentale(s) | Compétition(s) continentale(s) | Total | Total | Total |
| Saison                | Club                  | Division              | M.          | B.          | P.d.        | M.              | B.              | P.d.            | M.                | B.                | P.d.              | Comp.                          | M.                             | B.                             | P.d.                           | M.    | B.    | P.d.  |
| 2017-2018             | Olympique lyonnais    | Ligue 1               | 13          | 1           | 0           | 2               | 0               | 0               | 1                 | 1                 | 0                 | C3                             | 6                              | 1                              | 0                              | 22    | 3     | 0     |
| 2018–2019             | OGC Nice              | Ligue 1               | 14          | 0           | 3           | -               | -               | -               | 1                 | 1                 | 0                 | -                              | -                              | -                              | -                              | 15    | 1     | 3     |
| 2019–2020             | OGC Nice              | Ligue 1               | 18          | 1           | 2           | 3               | 0               | 0               | 1                 | 0                 | 0                 | -                              | -                              | -                              | -                              | 22    | 1     | 2     |
| 2020-2021             | OGC Nice              | Ligue 1               | 19          | 3           | 1           | 2               | 0               | 0               | -                 | -                 | -                 | C3                             | 4                              | 0                              | 0                              | 25    | 3     | 1     |
| 2021                  | OGC Nice              | Ligue 1               | 1           | 0           | 0           | -               | -               | -               | -                 | -                 | -                 | -                              | -                              | -                              | -                              | 1     | 0     | 0     |
| Sous total OGC Nice   | Sous total OGC Nice   | Sous total OGC Nice   | 52          | 4           | 6           | 5               | 0               | 0               | 2                 | 1                 | 0                 | -                              | 4                              | 0                              | 0                              | 63    | 5     | 6     |
| 2021-2022             | Hertha Berlin         | Bundesliga            | 14+2        | 1+0         | 1+0         | 2               | 0               | 0               | -                 | -                 | -                 | -                              | -                              | -                              | -                              | 18    | 1     | 1     |
| 2022-2023             | Hertha Berlin         | Bundesliga            | 3           | 0           | 0           | 1               | 1               | 0               | -                 | -                 | -                 | -                              | -                              | -                              | -                              | 4     | 1     | 0     |
| 2023-2024             | Hertha Berlin         | 2.Bundesliga          | -           | -           | -           | -               | -               | -               | -                 | -                 | -                 | -                              | -                              | -                              | -                              | 0     | 0     | 0     |
| Sous-total            | Sous-total            | Sous-total            | 19          | 1           | 1           | 3               | 1               | 0               | -                 | -                 | -                 | -                              | -                              | -                              | -                              | 22    | 2     | 1     |
| 2022-2023             | Stade de Reims (prêt) | Ligue 1               | 9           | 1           | 0           | 1               | 0               | 0               | -                 | -                 | -                 | -                              | -                              | -                              | -                              | 10    | 1     | 0     |
| 2023-2024             | Hibernian FC (prêt)   | Scottish Premiership  | 8           | 3           | 1           | 1               | 1               | 0               | -                 | -                 | -                 | -                              | -                              | -                              | -                              | 9     | 4     | 1     |
| Sous-total            | Sous-total            | Sous-total            | 17          | 4           | 1           | 2               | 1               | 0               | -                 | -                 | -                 | -                              | -                              | -                              | -                              | 19    | 5     | 1     |
| Total sur la carrière | Total sur la carrière | Total sur la carrière | 101         | 10          | 8           | 12              | 2               | 0               | 3                 | 2                 | 0                 | -                              | 10                             | 1                              | 0                              | 126   | 15    | 8     |